# 娛樂風雲
《娛樂風雲》是香港電視娛樂ViuTV製作的電視劇，由2019年7月15日至11月29日逢星期一至五20:00-20:30於ViuTV首播，全劇共100集。本劇是ViuTV第一套每星期播5集的處境劇，由李麗珍、廖碧兒、何啟華、袁富華、陳國邦、胡希文主演，由南方舞廳監製，延續2018年劇集《做演藝嘅》的故事。台灣OTT平台LiTV 線上影視全套上架。

## 故事大綱
延續《做演藝嘅》的故事，講述主角杜魯福（何啟華飾）在娛樂圈中遭遇的各種趣事。魯福的「福系旗艦影業公司」終於獲得新合夥人注資，得以擴大規模，不但發展臨時演員事業，還開始物色各類藝人，進軍的不同娛樂範疇。另一方面，梁蔚芝（胡希文飾）亦加入了魯福的公司的死對頭「大天下娛樂有限公司」，在經理人林韻麗（廖碧兒飾）及其他高層的部署下，帶同藝人刑俊（陳安立飾）加入，與「福系演藝旗艦有限公司」勢成水火，隨著更多新面孔加入助陣，一場娛樂圈的歌影視熱血生還大戰亦告展開！

## 角色列表

### 福系演藝旗艦有限公司
| 演員          | 角色   | 簡介 |
| 何啟華        | 杜魯福 | 福哥、魯魯（練素心專稱）、Edison（第94集開始） 福系演藝旗艦有限公司老闆 為周克衛導演所製作的電影《2047》的男主角 練月美、麥迪遜之子，於第97集與父親相認 於第4集被大天下娛樂公司封殺，且被業主收回福系原本的辦公室；令魯福只能將家當全部搬到網吧，在網吧中寄宿 於第6集帶領福系眾人參加「創投大會」，比賽後Joshua對福系演藝旗艦有限公司感興趣；決意投資300萬入福系演藝旗艦有限公司，並且和Joshua一起合伙經營，使福系能夠起死回生 於第31接集受A Lo的請求，成為其演技導師，助其進軍電影界 為了爭取擔任周克衛導演所製作的新電影《一代野人》的男主角，於第48集後前往深山當野人，於第93集回歸 於第94集將福系賣予大天下，並成為福系行政總裁 於第96集假裝為楊永樂之私生子，並陷害張域高，後被倪沛林及練月美拆穿，並於第99集被倪開除 參見《做演藝嘅》 |
| 徐肇平        | 馬敬鴻 | Joshua 福系演藝旗艦有限公司老闆 於第6集的創科比賽後，對福系演藝旗艦有限公司感興趣，決意投資300萬入福系演藝旗艦有限公司，並且和杜魯福一起合伙經營，使福系能夠起死回生 |
| 廖碧兒        | 林韻麗 | Mary 藝人部主管 歐冠峰、193、倪沛林之經理人（第86集後） 於第86集獲徐嘉媛邀請出任福系藝人部主管 參見大天下電影集團有限公司的藝人及經理人 |
| 劉錫賢        | 鄧光輝 | 輝叔 老戲骨 對演藝富有熱誠 福系演藝旗艦有限公司演員 因參演《警訊》而成名 容祖兒的忠實粉絲 於第46集拯救徐嘉媛而為其暗戀，後為其男友 於第99集改任大天下兼職保安員 參見《做演藝嘅》 |
| 李駿傑        | 歐冠峰 | 冠峰 福系演藝旗艦有限公司演員 於《娛樂風雲》中已轉為特約演員 參演《變相聖誕怪傑》 於第89集與193、方志海組成男團「後面男孩」，並於同集出道 193之好友 參見《做演藝嘅》 |
| 郭嘉駿        | 郭嘉駿 | 193 福系演藝旗艦有限公司演員 於《娛樂風雲》中已轉為特約演員 參演《陸地俠》 於第89集與歐冠峰、方志海組成男團「後面男孩」，並於同集出道 冠峰之好友 參見《做演藝嘅》 |
| 徐綽恩 (童年) | 倪沛林 | 林林 福系演藝旗艦有限公司演員 大天下電影集團行政總裁（第99集） 福系旗下唯一的女藝員 楊永樂之私生女 於第7集被杜魯福及Joshua在酒吧發現，並應邀加入福系 為報復楊永樂拋妻棄女而故意接近楊君臨，於第91集攤牌 於第98集公開自己與楊永樂的關係，並揭穿麥迪遜與杜魯福之陰謀，後於第99集獲楊永樂安排出任大天下電影集團行政總裁，並應其要求「更換」公司內福系與麥系成員 於2032年（第100集）投身劇本創作，與只製作樣板戲的張域高對抗；於張域高失蹤後撰寫《娛樂英雄》劇本作紀念 |
| 陳凱詠        | 倪沛林 | 林林 福系演藝旗艦有限公司演員 大天下電影集團行政總裁（第99集） 福系旗下唯一的女藝員 楊永樂之私生女 於第7集被杜魯福及Joshua在酒吧發現，並應邀加入福系 為報復楊永樂拋妻棄女而故意接近楊君臨，於第91集攤牌 於第98集公開自己與楊永樂的關係，並揭穿麥迪遜與杜魯福之陰謀，後於第99集獲楊永樂安排出任大天下電影集團行政總裁，並應其要求「更換」公司內福系與麥系成員 於2032年（第100集）投身劇本創作，與只製作樣板戲的張域高對抗；於張域高失蹤後撰寫《娛樂英雄》劇本作紀念 |
| 梁 業         | 周鋭基 | 肥仔 富二代、跳舞老師 原本是透過大天下的藝員招募計劃而成為大天下的新藝人，因被大楊生賞識而被其安排為潛入福系的臥底，替其監視倪沛林 對倪沛林有好感，於2032年11月29日（第100集）向其第50次求婚 曾於第54集後再沒有出現，於第91集再次出現，後協助林韻麗調查杜魯福 參見《做演藝嘅》 |

### 大天下電影集團有限公司的藝人及經理人
| 演員   | 角色        | 簡介 |
| 胡希文 | 梁蔚芝      | Gi Gi 「大天下」旗下藝人 邢俊之前女友 張域高屬下唯一的藝人 《我的少女時代》的編劇 於第64集後再沒有出現 參見《做演藝嘅》 |
| 陳國邦 | 張域高      | Bruno、劇本義士（第100集） 大天下電影集團電影總監（至第96集） 大天下電影集團行政總裁秘書（第99集） 梁蔚芝的上司，左右著其星途 林韻麗之天敵 練月美之喜歡對象，於第89集成為情侶，後於第100集（2032年）已與其結婚 於第96集安排洛兒接近杜魯福，卻反被杜魯福、洛兒、麥迪遜陷害而楊永樂開除，於第99集獲倪沛林重新聘用，出任行政總裁秘書 於第100集（2032年）把《婚內情》劇本送交「创意審」檢驗時失蹤，後獲倪沛林撰寫《娛樂英雄》劇本作紀念 |
| 李麗珍 | 練月美      | 練月美 大天下藝人部總監（第90集後） 於第90集出任藝人部總監 參見其他主要角色 |
| 廖碧兒 | 林韻麗      | Mary 邢俊、宇宙、杜景圖之經理人（至第82集） 以前曾為練月美助手 於第3集被大天下娛樂公司老闆的楊生邀請加盟，並且擔任大天下藝人部總監，其後於第82集離職 於第86集獲徐嘉媛邀請出任福系藝人部主管 於杜魯福「成為」楊永樂私生子後深感可疑，故安排周銳基調查 第99集獲倪沛林重新聘用，返回大天下 參見《做演藝嘅》 |
| 陳安立 | 邢 俊       | 邢俊 梁蔚芝之前男友 林韻麗屬下藝人之一 於第3集成為「大天下」旗下藝人 於劇中中段離開了大天下，之後再沒有出現 參見《做演藝嘅》 |
| 袁富華 | 楊永樂      | 大楊生 大天下電影集團行政總裁（至第99集） 楊君臨、倪沛林的父親 視「福系」為眼中釘，經常處心積慮在各方面和「福系」決一高下 於第99集辭去行政總裁一職，並將並職位交由倪沛林接任 |
| 何啟華 | 杜魯福      | Edison 大天下電影集團旗下子公司—福系演藝旗艦有限公司行政總裁 於第94集將福系演藝旗艦有限公司賣予大天下，並成為福系行政總裁 參見福系演藝旗艦有限公司 |
| 駱振偉 | 楊君臨      | Kingdom、細楊生 大天下電影集團太子爺 大天下音樂部主管 陳永的經理人 於第21集在一間教堂的埾詩班中發現了陳永，決意拿三千萬把他簽為「大天下」旗下藝人，並致力將其改造成暗黑系歌手 喜歡倪沛林，於第91集知悉其為同父異母的妹妹，大受打擊而離開香港，於第99集提到其身在美國 |
| 陳凱詠 | 倪沛林      | 林林 大天下電影集團行政總裁（第99集後） 於第99集獲楊永樂安排，出任大天下電影集團行政總裁 |
| 呂爵安 | 陳 永       | Forever 「大天下」旗下藝人（練習生） 為人善良純真 與景圖亦敵亦友，與其關係也撲朔迷離 楊君臨屬下唯一的藝人 於第87集與杜景圖組成男團「Boys」，並於第88集出道 於一個虔誠的基督教家庭，自小的目標是想向大眾宣揚主耶穌的大愛，並希望開設一間基督教的幼稚園及發行一張兒歌福音集 |
| 邱傲然 | 杜景圖      | 景圖 「大天下」旗下藝人（練習生） 與陳永亦敵亦友，關係撲朔迷離 林韻麗屬下藝人之一，更是其秘密武器 為人害羞 練月美為其監護人兼姨甥關係，亦昰因為其出道而令練月美一度復出 練素心的兒子，從加拿大回港 於第87集與陳永組成男團「Boys」，並於第88集出道 杜魯福的表弟 |
| 吳保錡 | 方志海      | Roy 「大天下」旗下組合宇宙成員 於第89集以男扮女方式，利用Rona身分與193、歐冠峰組成男團「後面男孩」，並於同集出道 |
| 岑樂怡 | 洛 兒       | Fion 「大天下」旗下組合宇宙成員 與Angeline Lo、方志海不和 於第96集獲張域高安排接近杜魯福，卻反被其揭穿而陷害張域高 |
| 王頌茵 | Angeline Lo | A Lo 「大天下」旗下藝人 文青女神 廣告女皇 本身是模特兒出身，後來被林韻麗發現其把柄而被迫簽約，成為「大天下」旗下藝人 於第31集拜杜魯福為師，學習演技，準備進軍電影界 |

### 大天下電影集團有限公司的職員
| 演員   | 角色       | 簡介 |
| 邱士縉 | 陳森美     | 森美 熱血副導 對執導富有熱誠 「大天下」旗下職員 Bruno的下屬之一 與杜魯褔為同門師兄弟兼朋友 於後期與梁慧芝參加微電影比賽，產生充滿噯味的關係 參見《做演藝嘅》 |
| 杜小喬 | Viane      | 編劇姐姐 「大天下」旗下編劇 對梁蔚芝隨便改動劇本令自己要重寫而討厭其 於第100集（2032年）改行成為公務員，為政府製作文宣                                       |
| 沈殷怡 |            | Jan 秘書 大天下電影集團有限公司員工，實為麥迪遜安插在大天下的線眼 麥迪遜之侄女                                                                               |
| 曾贊學 |            | Albert 大天下電影集團有限公司員工，實為麥迪遜安插在大天下的線眼 麥迪遜之堂弟                                                                                 |
| 陳郁憲 | 邱晶琛     | 「大天下」旗下導演 名字影射邱禮濤、王晶及葉念琛 |
| 陳 嫣  | 楊永樂秘書 | 楊永樂秘書 大天下電影集團有限公司員工 |
| 嚴 祺  | Dylan      | Dylan 大天下電影集團有限公司的接待員 原先為楊君臨想挖掘的新人，後因不能接受其改造計劃而放棄                                                                  |
| 練美娟 | Sherry     | Sherry 梁蔚芝的秘書 |

### 其他主要角色
| 演員   | 角色   | 簡介 |
| 李麗珍 | 練月美 | 阿姐 90年代為影視界當紅花旦，後來因為遇上當時是臨記的杜魯福父，誕下杜魯福後淡出娛樂圈 經營明星二手衫的行業 為景圖監護人兼姨甥關係，亦因為景圖的出道而令練月美一度復出 喜歡張域高，於第89集成為情侶，後於第100集（2032年）已與其結婚 於第96集協助杜魯福向楊永樂謊稱杜為楊之私生子，後反悔 於第99集成為大天下烹飪老師，後於第100集成為「甜品女皇」，在大灣區巡演教授製作雪芳蛋糕 年輕版由麥穎彤飾演 |
| 盧覓雪 | 徐嘉媛 | 嘉媛、嘉媛姐 政協 因和刑俊逢場作戲被狗仔隊拍到，醜聞曝光，開始在娛樂圈失勢 於第46集為鄧光輝拯救而暗戀其，後為其女友 參見《做演藝嘅》 |

### 其他角色
| 演員   | 角色     | 簡介 | 出場集數      |
| 陳炳銓 | 周克衛   | 角色影射王家衛 |               |
| 譚凱倫 | Michelle | Michelle 娛樂記者 曾與張域高、洛兒勾結 於第30集被Fucci調往整理貨倉，後為飛哥欺騙以協助練月美復出造勢 於第98集協助倪沛林公開揭穿麥迪遜與杜魯福之陰謀                                                          |               |
| 唐浩然 | 阿 卓    | 阿卓 評影人協會創作總監 | 第1、2集      |
| 黃奕晨 | 火火     | 火火 話劇/微電影導演 |               |
| 吳浣儀 | 莊梅岩   | 《短暫的婚姻》的導演 | 第19、20集    |
| 蓋世寶 | 韋羅花   | 韋羅花 《短暫的婚姻》的導師 Joshua的朋友 角色影射韋羅莎 | 第20集        |
| 劉美君 | 練素心   | 練素心 視杜魯福為親生兒子，替練月美照顧杜魯福 杜魯福的姨媽，幫助杜魯福和其母親練月美和好 練月美的姐姐 於第21集後返回加拿大陪其兒子景圖                                                                       | 第20、21集    |
| 湯軍延 | 陳子晴   | 子晴 陳森美之妹 喜愛跳舞 | 第25集        |
| 強 尼  |          | Howard |               |
| 龍志權 | Jacob    | Jacob 設計師 | 第51集        |
| 謝安琪 | 謝安琪   | Kay | 第51集        |
| 麥長青 | 杜 演    | 化名麥迪遜 楊永樂之司機 杜魯福之父親 企圖侵吞大天下，不斷安插親戚進大天下擔當線眼 於第94集開始協助杜魯福，合謀欺騙楊永樂，但後來被倪沛林及練月美拆穿 於第99集被倪沛林開除，後成為的士司機 年輕版由李柏源飾演 | 第94集-第99集 |
| 趙學而 | JK       | 「大天下」代表律師 | 第93-94集     |
| 楊瑞麟 | Johnson  | 「福系」代表律師 | 第93-94集     |
| 周漢寧 | 黃龍王   | 黄龍王 黄龍王師傅 實則是61歲，但因為其功力深厚，較同門人高，因此外表仍能保持年輕 幫助Bruno化解風水問題，令大天下再風山水起                                                                                   |               |
| 葉蘊儀 | 艾 紅    | | 77-81         |
| 張慧儀 | 馮雅麗   | 拉丁舞后 | 78-81         |
| 譚小環 | 方音音   | | 79-81         |
| 李昭南 | Mishy    | 娛樂一週記者 |               |
| 蔡寶欣 | Pony     | 娛樂一週記者 |               |
| 廖嘉輝 | 阿Look   | 娛樂一週記者 |               |
| 朱晉傑 | CK       | 娛樂一週記者 |               |
| 詹朗林 | Andrew   | Andrew | 第4、5集      |
| 虞逸峯 |          | 《大慈大悲香江夜》的大會司儀 | 第11集        |
| 黃劍文 | 黃劍文   | 劍文、Kimman 喜歡Busking 容祖兒的忠實粉絲 因被輝叔的堅持和熱情感動，而答應和輝叔進行直播 | 第9、10集     |
| 馮枷茵 | 小女孩   | 黃劍文的忠實粉絲 | 第9集         |
| 黃根鳴 | 朱教授   | 在《⽗父親與⻘青少年年罪案的關係交流會》與楊老闆意見不合 | 第51集        |
| 李建邦 | 劉河     | 劉河 《短暫的婚姻》的男主角 影帝 |               |
| 陳銳強 | 教授     | 戲劇教授 杜魯福和邢俊 的戲劇老師， 邀請杜和邢回校指導學弟學妹， 豈料引發二人鬥繫連場 |               |
| 徐貫國 | 監製     | 監製 電影監製 | 第1、5集      |
| 曾玉娟 | Fucci    | Michelle之上司 |               |
| 梁健平 | 飛哥     | 前娛樂記者，後為貨倉整理員 當年報道練月美未婚懷孕之新聞，使其淡出娛樂圈 於第30集收受練月美錢財以助其復出造勢                                                                                                 |               |
| 英健朗 | Henry    | 月月娛樂公司老闆 | 第86集        |

## 每集列表
| 集數 | 標題                        | 電視首播日期   | 備註 |
| ---- | --------------------------- | -------------- | ---- |
| 01   | 1個演員的誕生               | 2019年7月15日  |      |
| 02   | 跟錯老細冇運行              | 2019年7月16日  |      |
| 03   | 冤家結成                    | 2019年7月17日  |      |
| 04   | 網吧難民                    | 2019年7月18日  |      |
| 05   | 萬念俱灰                    | 2019年7月19日  |      |
| 06   | 褔系踩過界                  | 2019年7月22日  |      |
| 07   | 大慈大悲攞你命（上）        | 2019年7月23日  |      |
| 08   | 大慈大悲攞你命（下）        | 2019年7月24日  |      |
| 09   | Pretty Crazy（上）          | 2019年7月25日  |      |
| 10   | Pretty Crazy（下）          | 2019年7月26日  |      |
| 11   | 大慈大悲香江夜              | 2019年7月29日  |      |
| 12   | 潛力股（上）                | 2019年7月30日  |      |
| 13   | 潛力股（下）                | 2019年7月31日  |      |
| 14   | 狗男女                      | 2019年8月1日   |      |
| 15   | 情侶檔                      | 2019年8月2日   |      |
| 16   | 光輝歲月                    | 2019年8月5日   |      |
| 17   | 惡夢女神                    | 2019年8月6日   |      |
| 18   | 齊上齊落                    | 2019年8月7日   |      |
| 19   | 短暫的堅持？（上）          | 2019年8月8日   |      |
| 20   | 短暫的堅持？（下）          | 2019年8月9日   |      |
| 21   | 墮落天使（上）              | 2019年8月12日  |      |
| 22   | 墮落天使（下）              | 2019年8月13日  |      |
| 23   | 這個編劇不太爛（上）        | 2019年8月14日  |      |
| 24   | 這個編劇不太爛（下）        | 2019年8月15日  |      |
| 25   | 森美的導演夢                | 2019年8月16日  |      |
| 26   | 戀上我阿媽（上）            | 2019年8月19日  |      |
| 27   | 戀上我阿媽（下）            | 2019年8月20日  |      |
| 28   | 救「森」四十八小時（上）    | 2019年8月21日  |      |
| 29   | 救「森」四十八小時（下）    | 2019年8月22日  |      |
| 30   | 狗仔隊入門                  | 2019年8月23日  |      |
| 31   | 論悲傷的層次                | 2019年8月26日  |      |
| 32   | 眼神心理學                  | 2019年8月27日  |      |
| 33   | 進擊的小編劇                | 2019年8月28日  |      |
| 34   | 我的青春時代                | 2019年8月29日  |      |
| 35   | 當東成遇上西就              | 2019年8月30日  |      |
| 36   | 刑俊不耐症                  | 2019年9月2日   |      |
| 37   | 刑俊大暴走                  | 2019年9月3日   |      |
| 38   | 年少回憶錄                  | 2019年9月4日   |      |
| 39   | 表白驚魂                    | 2019年9月5日   |      |
| 40   | 向左走向右走                | 2019年9月6日   |      |
| 41   | 鮮肉出道大對決              | 2019年9月9日   |      |
| 42   | 新人之苦                    | 2019年9月10日  |      |
| 43   | 好假的訪問                  | 2019年9月11日  |      |
| 44   | 開LIVE鬥                    | 2019年9月12日  |      |
| 45   | 你令我好頭痕                | 2019年9月13日  |      |
| 46   | 嘉媛的春天                  | 2019年9月16日  |      |
| 47   | 大灣最牛逼！                | 2019年9月17日  |      |
| 48   | 再見魯福？                  | 2019年9月18日  |      |
| 49   | 大天下真人騷                | 2019年9月19日  |      |
| 50   | 決一天下                    | 2019年9月20日  |      |
| 51   | 謝安琪的造型師              | 2019年9月23日  |      |
| 52   | 公主復仇記                  | 2019年9月24日  |      |
| 53   | 王子與公主                  | 2019年9月25日  |      |
| 54   | 特務肥仔                    | 2019年9月26日  |      |
| 55   | 宇宙前傳                    | 2019年9月27日  |      |
| 56   | 宇宙大魔王（上）            | 2019年9月30日  |      |
| 57   | 宇宙大魔王（中）            | 2019年10月1日  |      |
| 58   | 宇宙大魔王（下）            | 2019年10月2日  |      |
| 59   | 不一樣的美男子              | 2019年10月3日  |      |
| 60   | 進擊的月美（上）            | 2019年10月4日  |      |
| 61   | 進擊的月美（下）            | 2019年10月7日  |      |
| 62   | 幕後代唱                    | 2019年10月8日  |      |
| 63   | 輪椅上的人（上）            | 2019年10月9日  |      |
| 64   | 輪椅上的人（下）            | 2019年10月10日 |      |
| 65   | 文青女神之戰                | 2019年10月11日 |      |
| 66   | 瘦身中年男女                | 2019年10月14日 |      |
| 67   | 黑白玫瑰對決                | 2019年10月15日 |      |
| 68   | 美人計中計（上）            | 2019年10月16日 |      |
| 69   | 美人計中計（下）            | 2019年10月17日 |      |
| 70   | 楊生與大叔的愛              | 2019年10月18日 |      |
| 71   | 輝叔與大叔的愛              | 2019年10月21日 |      |
| 72   | 大天下代理CEO               | 2019年10月22日 |      |
| 73   | 六點鐘Bruno                 | 2019年10月23日 |      |
| 74   | 輝叔激戰193                 | 2019年10月24日 |      |
| 75   | 風水輪流轉                  | 2019年10月25日 |      |
| 76   | 60後探靈小隊                | 2019年10月28日 |      |
| 77   | 開心婦女組之太極女俠艾紅    | 2019年10月29日 |      |
| 78   | 開心婦女組之拉丁舞后馮雅麗  | 2019年10月30日 |      |
| 79   | 開心婦女組之隱世歌女方音音  | 2019年10月31日 |      |
| 80   | 開心婦女組之阿姐練月美      | 2019年11月1日  |      |
| 81   | 開心婦女組 之 Happy Ending? | 2019年11月4日  |      |
| 82   | Mary要走了?                 | 2019年11月5日  |      |
| 83   | 嘉有喜事                    | 2019年11月6日  |      |
| 84   | 宇宙的替身                  | 2019年11月7日  |      |
| 85   | 我要解約                    | 2019年11月8日  |      |
| 86   | Mary新路向                  | 2019年11月11日 |      |
| 87   | 好朋友                      | 2019年11月12日 |      |
| 88   | 後面男孩                    | 2019年11月13日 |      |
| 89   | Bruno戀愛了                 | 2019年11月14日 |      |
| 90   | 藝人部一姐                  | 2019年11月15日 |      |
| 91   | 見家長                      | 2019年11月18日 |      |
| 92   | Roy與Rona                   | 2019年11月19日 |      |
| 93   | 法庭見啦                    | 2019年11月20日 |      |
| 94   | 魯福回來了                  | 2019年11月21日 |      |
| 95   | 美男計                      | 2019年11月22日 |      |
| 96   | 大天下有福了                | 2019年11月25日 |      |
| 97   | 麥迪遜的底牌                | 2019年11月26日 |      |
| 98   | 大天下新主人                | 2019年11月27日 |      |
| 99   | 好戲之人                    | 2019年11月28日 |      |
| 100  | 娛樂英雄                    | 2019年11月29日 |      |

## 外部連結
- ViuTV《娛樂風雲》官方節目重溫 （页面存档备份，存于）
- 《娛樂風雲》片尾曲 - 我們不碎（劇集片段MV）的Facebook專頁

| 香港 ViuTV 星期一至五 20:00－20:30                            | 香港 ViuTV 星期一至五 20:00－20:30                   | 香港 ViuTV 星期一至五 20:00－20:30 |
| ------------------------------------------------------------- | ---------------------------------------------------- | ---------------------------------- |
|                                                               | 娛樂風雲 （2019年7月15日－2019年11月29日）           |                                    |
| Legal V～前律師·小鳥遊翔子～ （2019年6月17日－2019年7月12日） | 鄰居家的月亮比較圓 （2019年12月2日－2019年12月27日） |                                    |